# Sexually Transmitted Infections
Sexually Transmitted Infections, abgekürzt Sex. Transm. Infect., ist eine wissenschaftliche Fachzeitschrift, die vom BMJ-Verlag im Auftrag der British Association of Sexual Health and HIV und des Australasian Chapter of Sexual Health Medicine veröffentlicht wird. Die Zeitschrift wurde 1925 unter dem Namen British Journal of Venereal Diseases gegründet, änderte ihn im Jahr 1985 in Genitourinary Medicine und dann 1998 in Sexually Transmitted Infections. Sie erscheint mit sieben Ausgaben im Jahr. Es werden Arbeiten veröffentlicht, die sich mit allen Aspekten von sexuell übertragbaren Erkrankungen und Erkrankungen durch HIV beschäftigen.
Der Impact Factor lag im Jahr 2014 bei 3,401. Nach der Statistik des ISI Web of Knowledge wird das Journal mit diesem Impact Factor in der Kategorie Infektionskrankheiten an 25. Stelle von 78 Zeitschriften geführt.